# هيلسديل (نيويورك)
هيلسديل (بالإنجليزية: Hillsdale, New York)‏ هي بلدة أمريكية تقع في الولايات المتحدة في مقاطعة كولومبيا، نيويورك. يقدر عدد سكانها بـ 1,927 نسمة ومساحتها 123.7 كم2 وترتفع عن سطح البحر 293 متر.

## أعلام
- أمبروز إل. جوردن
- عزرا دين
- جون كروم